# Eman
Eman (Einheitenzeichen: E, eman, Em) nach dem früheren Namen des chemischen Elements Radon Radium-Emanation, ist eine physikalische Einheit und wurde früher in der Bäderheilkunde und im Bergbau zur Angabe der Aktivitätskonzentration von „Radium-Emanation“ (älterer Name für 222Rn) in einem Gas oder einer Flüssigkeit verwendet. Die Einheit wurde im Jahr 1921 eingeführt.
Im Jahr 1985 wurde es durch das Becquerel ersetzt.
1 Eman = 0,275 ME = 10−10 Ci/l = 3,7 Bq/l